# Adam Smith
Adam Smith (Kirkcaldy, c 5 de junho de 1723 – Edimburgo, 17 de julho de 1790) foi um filósofo e economista escocês, que teve como cenário para a sua vida o atribulado Século das Luzes, o século XVIII.
É o pai da economia moderna, e é considerado o mais importante teórico do liberalismo econômico. Autor de Uma Investigação sobre a Natureza e a Causa da Riqueza das Nações, a sua obra mais conhecida, e que continua sendo usada como referência para gerações de economistas, na qual procurou demonstrar que a riqueza das nações resultava da atuação de indivíduos que, movidos inclusive (e não apenas exclusivamente) pelo seu próprio interesse (self-interest), promoviam o crescimento econômico e a inovação tecnológica.
Adam Smith ilustrou bem seu pensamento ao afirmar "não é da benevolência do padeiro, do açougueiro ou do cervejeiro que eu espero que saia o meu jantar, mas sim do empenho deles em promover seu "auto-interesse". Assim acreditava que a iniciativa privada deveria agir livremente, com pouca ou nenhuma intervenção governamental, sendo defensor do free banking (sistema bancário livre). A competição livre entre os diversos fornecedores levaria não só à queda do preço das mercadorias, mas também a constantes inovações tecnológicas, no afã de baratear o custo de produção e vencer os competidores.
Ele analisou a divisão do trabalho como um fator evolucionário poderoso a propulsionar a economia. Uma frase de Adam Smith se tornou famosa: "Assim, o mercador ou comerciante, movido apenas pelo seu próprio interesse (self-interest), é levado por uma "mão invisível" a promover algo que nunca fez parte do interesse dele: o bem-estar da sociedade." Como resultado da atuação dessa "mão invisível", o preço das mercadorias deveria descer e os salários deveriam subir.

## Biografia

### Nascimento e juventude
Adam Smith era filho de Margaret Douglas e de um advogado, funcionário público também de nome Adam Smith, tendo nascido em Kirkcaldy, Fife, na Escócia. A data exata do seu nascimento é desconhecida. Sabe-se que seu batismo foi registado em 5 de Junho de 1723 em Kirkcaldy. Seu pai faleceu antes do nascimento do filho. Apesar de poucos acontecimentos da juventude de Smith serem conhecidos, o jornalista escocês e biógrafo de Smith, John Rae registou que Smith teria sido raptado aos quatro anos e libertado logo quando o procuraram e acharam. Em Life of Adam Smith, Rae escreve: "Em seu quarto ano, durante uma visita à casa de seu avô, em Strathendry nas margens do Leven, Smith foi roubado por uma banda de passagem de ciganos, e por um tempo não pôde ser encontrado. Mas, um cavalheiro afirmou que havia encontrado uma cigana a poucos quilômetros pela estrada carregando uma criança que chorava copiosamente. Guardas foram enviados imediatamente na direção indicada, e eles se depararam com a mulher, que os avistando jogou a criança no chão e fugiu. Smith foi trazido, assim, de volta à sua mãe. Smith era próximo da sua mãe, que o encorajou a seguir os seus desejos de se tornar um acadêmico. Frequentou o Burgh School of Kirkcaldy — caracterizado por Rae como "uma das melhores escolas secundárias da Escócia daquele período" — entre 1729 e 1737. Na sua estadia nesse estabelecimento de ensino, Smith estudou latim, matemática, história, e escrita.

### Educação formal
Aos 14 anos, Smith matriculou-se na Universidade de Glasgow, onde estudou Filosofia moral com o "inesquecível" Francis Hutcheson. Em 1740, entrou para o Balliol College da Universidade de Oxford, mas, como disse William Robert Scott, "(…) Oxford deste tempo deu-lhe pouca ajuda (se é que a deu) para o que viria a ser a sua obra." e acabou por abdicar da sua bolsa em 1746. Em 1748 começou a dar aulas em Edimburgo sob o patronato de Lord Kames. Algumas destas aulas eram de retórica e de literatura, mas mais tarde dedicou-se à cadeira de "progresso da opulência", e foi então, em finais dos anos 1740, que ele expôs pela primeira vez a filosofia econômica do "sistema simples e óbvio da liberdade natural" que ele viria a proclamar na sua Investigação sobre a Natureza e a Causa da Riqueza das Nações.

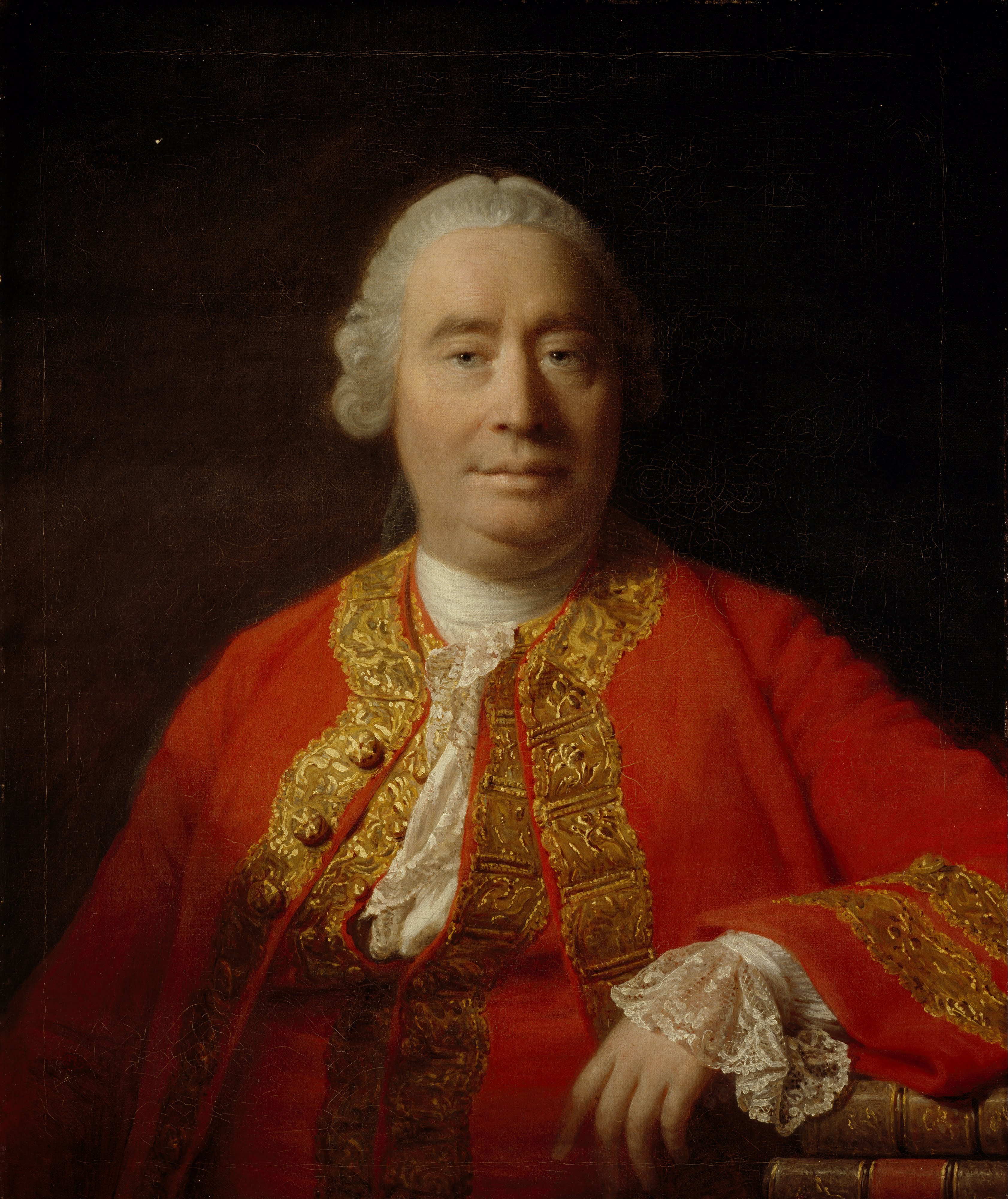
David Hume foi amigo de Adam Smith.

Por volta de 1750, conheceu o filósofo David Hume, que se tornou um dos seus mais próximos amigos.
Smith também era amigo de Edmund Burke — o filósofo que viria a ser conhecido como o "pai do conservadorismo moderno" — que inclusive fez resenhas elogiosas de suas duas grandes obras, A Riqueza das Nações e Teoria sobre os Sentimentos Morais.
Em 1751, Smith foi nomeado professor de Lógica na Universidade de Glasgow, passando, no ano seguinte, a dar a cadeira de filosofia moral. Nas suas aulas, cobria os campos da ética, retórica, jurisprudência e política econômica ou ainda "política e rendimento".
Em 1759, publicou a Teoria dos sentimentos morais, uma das suas mais conhecidas obras, incorporando algumas das suas aulas de Glasgow. Este trabalho, que estabeleceu a reputação de Smith durante a sua própria vida, refere-se à explicação da aprovação ou desaprovação moral. A sua capacidade de argumentação, fluência e persuasão, mesmo que através de uso da retórica, estão ali bem patenteados. Ele baseia a sua explicação, não como o terceiro Lord Shaftesbury e Hutcheson tinham feito, num "sentido moral", nem como David Hume, com base num decisivo sentido de utilidade, mas sim na empatia e simpatia.
Tem havido uma controvérsia considerável quanto a saber se há ou não uma contradição ou contraste entre a ênfase de Smith na empatia (ou compaixão) como motivação humana fundamental em "sentimentos morais", e o papel essencial do auto-interesse na "riqueza das nações". Este parece colocar mais ênfase na harmonia geral dos motivos e atividades humanas sob uma providência benigna no primeiro livro, enquanto que no segundo livro, apesar do tema geral da "mão invisível" promovendo a harmonia de interesses, Smith encontra mais ocasiões para apontar causas de conflitos e o egoísmo estreito da motivação humana.
Smith começava agora a dar mais atenção à jurisprudência e à economia nas suas aulas, e menos às suas teorias de moral. Esta ideia é reforçada pelas notas tomadas por um dos seus alunos por volta de 1763, mais tarde editadas por Edwin Cannan Aulas de justiça, polícia, rendimento e armas, 1896, e pelo que Scott, que o descobriu e publicou, descreve em "Um esboço inicial de parte da Riqueza das Nações" ("An early draft of part of the Wealth of Nations"), datado de 1763.
No final de 1763, Smith obteve um posto bem remunerado como tutor do jovem duque de Buccleuch e deixou o cargo de professor.
De 1764 a 1766, viajou com o seu protegido, sobretudo pela França, onde veio a conhecer líderes intelectuais como Turgot, d'Alembert, André Morellet, Helvétius e, em particular, François Quesnay.
Depois de voltar para Kirkcaldy, dedicou muito do seu tempo nos dez anos seguintes à sua magnum opus, que surgiu em 1776.

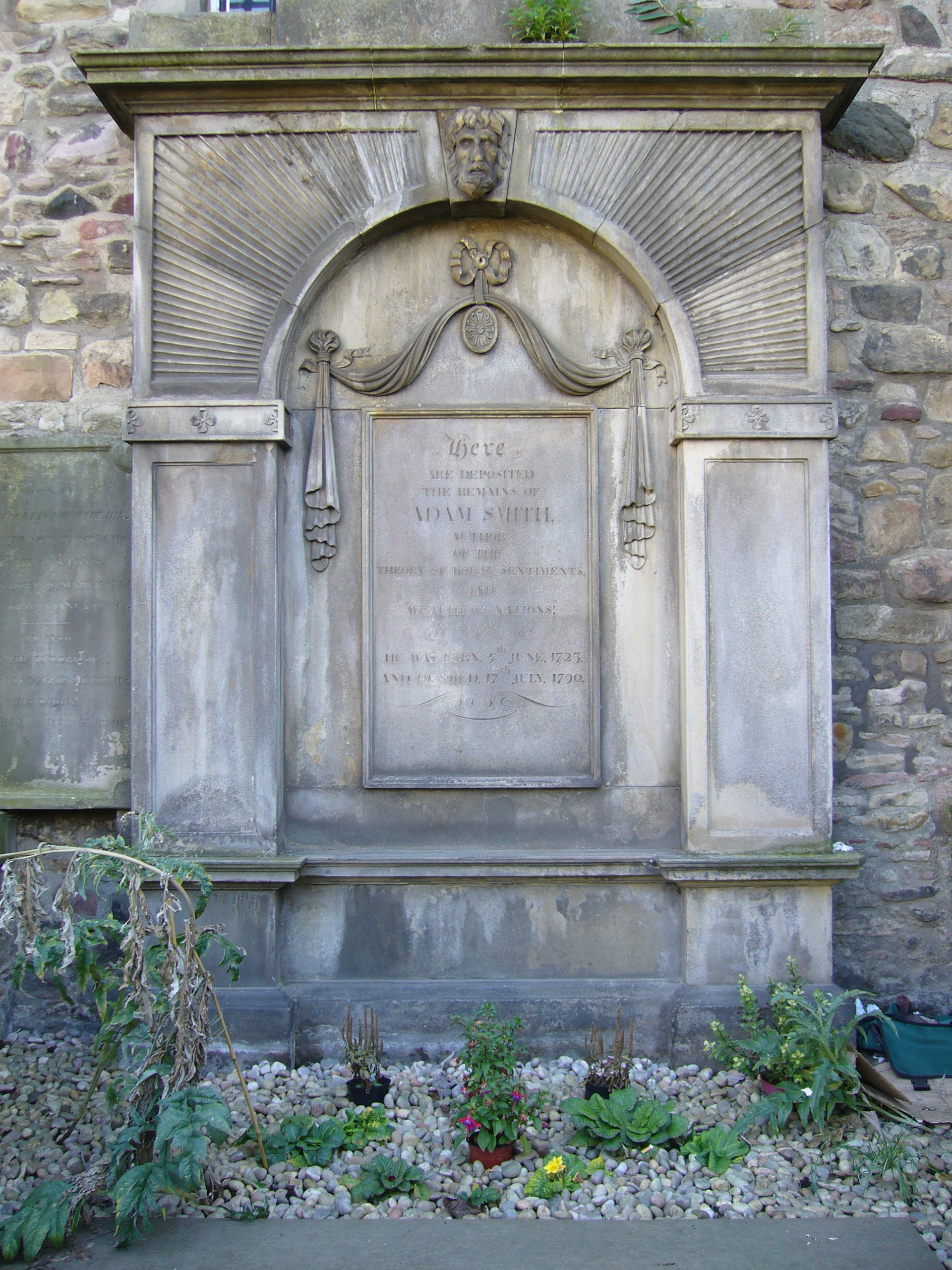
Túmulo de Adam Smith, em Edimburgo.

Em 1778, recebeu um posto confortável como comissário da alfândega da Escócia e foi viver com a sua mãe em Edimburgo. Faleceu na capital escocesa a 17 de julho de 1790, depois de uma doença não especificada. Encontra-se sepultado em Canongate Churchyard, Edimburgo, na Escócia.
Tinha aparentemente dedicado uma parte considerável dos seus rendimentos a numerosos atos secretos de caridade.

## Personalidade
Pouco se sabe sobre as visões pessoais de Smith além do que pode ser deduzido de suas publicações. Seus escritos pessoais foram destruídos após sua morte a seu pedido. Ele nunca se casou, parece ter tido uma relação estreita com sua mãe, com quem viveu após seu retorno da França e que morreu seis anos antes de sua própria morte.
Smith foi descrito pela maioria de seus contemporâneos e biógrafos comicamente como um distraído, com uma peculiaridade na fala e ao andar, e portador de um indescritível sorriso. Tinha mania de conversar consigo mesmo, um hábito que começou durante sua infância, quando ele sorria na conversa extasiada com companheiros invisíveis. Ocasionalmente também tinha doenças imaginárias. Também foi descrito envolto em altas pilhas de livros em seus momentos de estudo.
De acordo com algumas histórias, Smith disse a Charles Townshend que em uma visita a uma fábrica de couros, enquanto discutia sobre o livre mercado, sem perceber, caiu em um buraco de cortume, onde precisou de ajuda para sair. Certa vez disse que, também devido à sua distração, colocou pão com manteiga dentro de um bule e ao beber aquela mistura, declarou ter bebido o pior chá já feito por ele. Em outro conto, Smith disse ter se distraído em uma caminhada e só percebeu que atravessara 24 quilômetros para fora da cidade, e só retornou à realidade após os sinos de uma igreja próxima o tocarem.
James Boswell, que foi um estudante de Smith na Universidade de Glasgow e mais tarde seria seu companheiro em um clube literário, disse que Smith pensava que ao falar sobre suas ideias poderia reduzir a venda de seus livros, o que fazia de suas falas discursos inexpressivos. De acordo com Boswell, ele certa vez disse a Sir Joshua Reynolds que "Quando em companhia tinha uma regra, jamais falar sobre o que entendido por ele".

## Posição face à situação nos Estados Unidos
Na sua estadia em Glasgow, onde foi professor na universidade local entre 1751 e 1764, Adam Smith travou contato com vários dos comerciantes de tabaco da cidade, como por exemplo John Glassford. Estes punham-no a par dos últimos acontecimentos nas colônias inglesas, nas quais os ingleses impunham uma restritiva política econômica, como altos impostos e frequentemente situações de monopólio. As manufaturas inglesas tinham nas colônias americanas um importante cliente, e alguns empresários influentes exigiram junto ao Parlamento do Reino Unido que fosse proibido aos norte-americanos a produção de bens similares, a fim de proteger seus negócios.
Adam Smith sabia que estas restrições acabariam por resultar na revolta dos americanos.[carece de fontes?] A solução de Adam Smith para as colónias americanas era fomentar o livre comércio, acabar com os pesados impostos aduaneiros e restrições comerciais e oferecer às colônias uma representação política no parlamento de Westminster.

## Obra

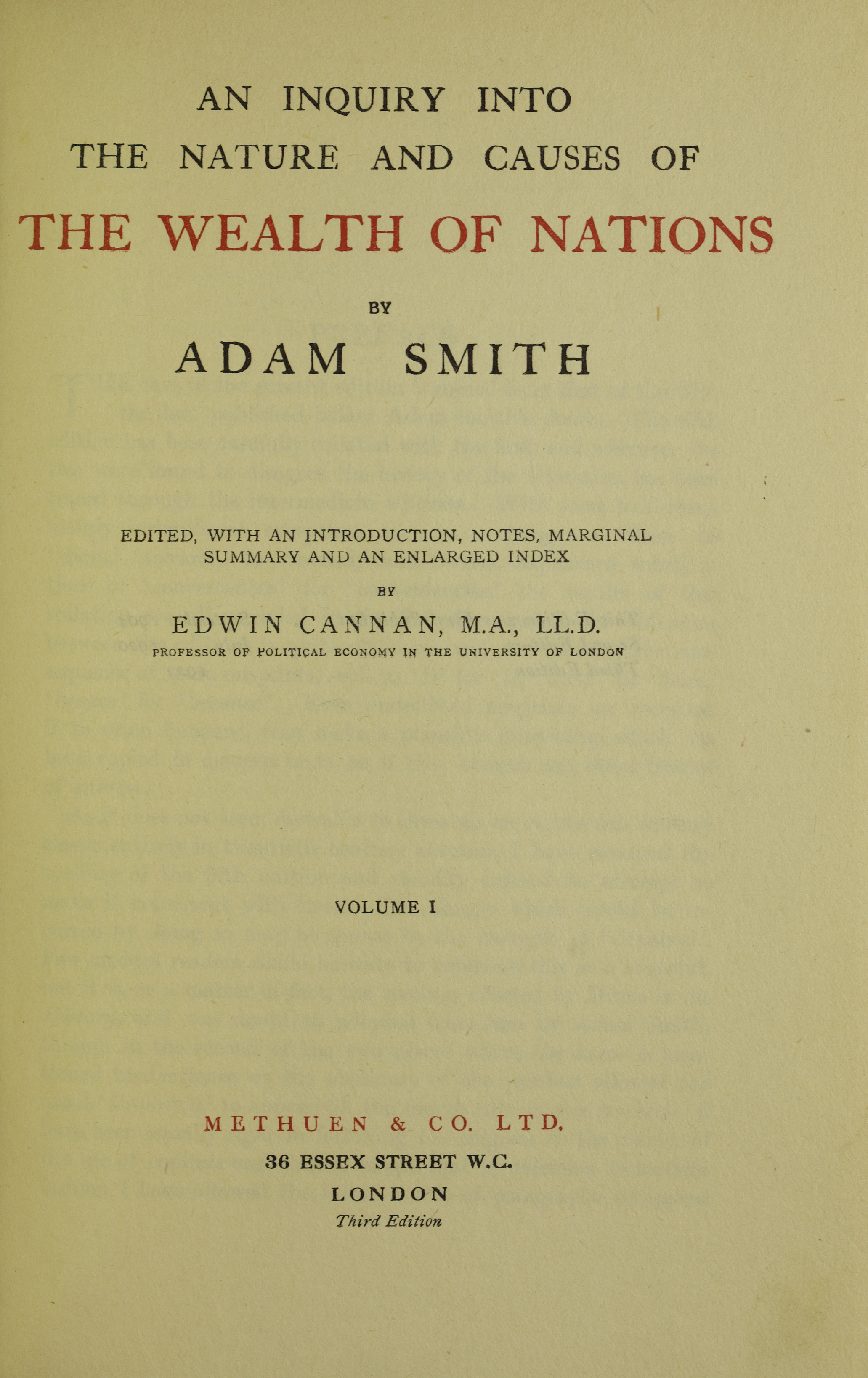
Inquiry into the nature and causes of the wealth of nations, 1922.

Nos seus últimos anos de vida, Smith compôs manuscritos para dois grandes tratados que esperava publicar, um sobre a teoria e história do Direito e outro sobre ciências e artes. Pouco antes da sua morte, porém, Smith ordenou que seus manuscritos fossem destruídos, com exceção de alguns poucos textos avulsos, que seriam publicados postumamente em 1795, no volume Essays on philosophical subjects (Ensaios sobre temas filosóficos).

### Teoria dos Sentimentos Morais
Em 1759, Smith publicou seu primeiro trabalho, A Teoria dos Sentimentos Morais (The Theory of Moral Sentiments no original). Continuou a fazer grandes revisões do livro até à sua morte. Apesar de A Riqueza das Nações ser considerada como a obra mais influente de Smith, acredita-se que o próprio Smith considerasse A Teoria dos Sentimentos Morais uma obra superior.
Na obra, Smith examina criticamente o pensamento moral do seu tempo, e sugere que a consciência surge das relações sociais. Com a sua obra pretende explicar a origem da capacidade da humanidade em formar juízos morais, apesar da natural tendência dos homens ao auto-interesse. Smith propõe uma teoria da simpatia, em que o ato de imaginar-se no lugar dos outros torna as pessoas conscientes de si e da moralidade de seu comportamento.
Estudiosos do século XIX apontaram o que ficou conhecido como Das Adam Smith Problem, isto é, um conflito entre o argumento d'A Teoria dos Sentimentos Morais e a visão prevalecente em A Riqueza das Nações: a primeira enfatizaria a simpatia, enquanto a segunda focaria no papel do auto-interesse. Deve-se apontar que a visita de Smith a França (1764-1766) influenciou a última obra mas não a primeira. De certa forma, A Riqueza das Nações só pode ser compreendida no quadro de referência da economia política dos fisiocratas (e de Quesnay, em particular). Nos últimos anos, porém, a maioria dos estudiosos da obra de Smith têm argumentado que não existe contradição. Em A Teoria dos Sentimentos Morais, Smith postula que os indivíduos buscam a aprovação através do "observador imparcial" que é resultado de um ato de imaginação, em que o agente busca observar a sua própria ação de um ponto de vista imparcial, para bem julgá-la moralmente. As obras, portanto, enfatizam aspectos diferentes da natureza humana, que variam dependendo da situação. A Riqueza das Nações baseia-se em situações onde a moralidade do homem é susceptível de desempenhar um papel menor, como o trabalhador envolvido na elaboração do trabalho, enquanto que A Teoria dos Sentimentos Morais se centra em situações onde a moralidade do homem é susceptível de desempenhar um papel dominante entre as relações intercambiáveis das pessoas.[carece de fontes?]
Um dos aspectos mais importantes ressaltados aqui por Adam Smith é o caráter democrático. A economia, na forma como Smith a via, como era o caso do comércio, tinha como efeito positivo a liberação dos pobres de sua dependência em relação aos ricos. Smith não utilizava a divisão de classes, mas partia de uma estrutura baseada na origem da renda obtida e, nesse sentido, os trabalhadores não seriam a classe inferior, mas a intermediária, pois seriam os parceiros mais diretos no empreendimento econômico, de tal forma que jamais se poderia violar o sagrado direito de propriedade deles sobre seu trabalho. O comércio também é visto como um impulso natural, o que tornaria um traço elementar e "comum a todos os homens", e que faria do trabalhador um ser moral, da mesma forma que os sentimentos morais formavam a base de uma sociedade boa e justa. A noção preponderante em Smith sobre a natureza humana seria a da igualdade, não a política ou econômica, tampouco a sociedade, mas uma igualdade básica entre os homens, os quais, por meio da educação poderão se tornar, inclusive, filósofos.

### Riqueza das Nações

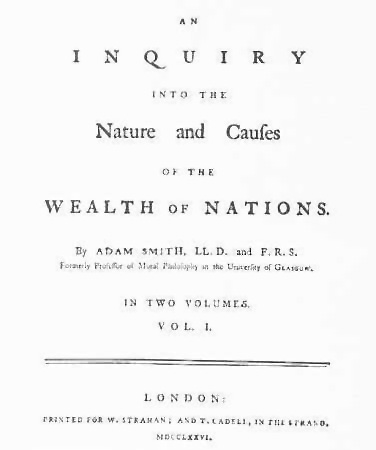
A Riqueza das Nações, obra mais famosa de Adam Smith.

A Riqueza das Nações foi muito influente, uma vez que foi uma grande contribuição para o estudo da economia e para a tornar uma disciplina independente. Este livro tornar-se-ia uma das obras mais influentes no mundo ocidental.
Quando o livro, que se tornaria um estudo contra o mercantilismo, foi publicado em 1776, havia um sentimento forte contra o livre comércio, quer no Reino Unido como também nos Estados Unidos. Esse novo sentimento teria nascido das dificuldades econômicas e as privações causadas pela guerra. No entanto, ao tempo da publicação nem toda a gente estava convencida das vantagens do livre comércio: o parlamento inglês, a oligarquia rentista local e o público em geral continuariam apegados ao mercantilismo por muitos anos.
A Riqueza das Nações, e também A Teoria dos Sentimentos Morais, este de menor impacto, tornaram-se ponto de partida para qualquer defesa ou crítica de formas do comunismo, nomeadamente influenciando a escrita de Karl Marx e de economistas humanistas. Em anos recentes, muitos afirmaram que Adam Smith foi tomado de rapto por economistas liberais (Laissez-faire economists) e que como A Teoria dos Sentimentos Morais mostra, Smith tinha uma inclinação pelo humanismo.
Tem havido alguma controvérsia sobre a extensão da originalidade de Smith em A Riqueza das Nações; alguns argumentam que esta obra acrescentou pouco às ideias estabelecidas por pensadores como David Hume e Montesquieu. No entanto, ela permanece como um dos livros mais influentes neste campo até hoje.
A obra de Smith é aclamada quer pelo mundo acadêmico como na prática. O primeiro-ministro britânico William Pitt, a braços com a derrocada econômica e social dos anos que se seguiram à independência americana, foi um partidário do comércio livre e chamou A Riqueza das Nações de "a melhor solução para todas as questões ligadas à história do comércio e com o sistema de economia política".
A obra A Riqueza das Nações popularizou-se pelo uso da expressão da mão invisível do mercado. Segundo Adam Smith os agentes econômicos atuando livremente chegariam a uma situação de eficiência, dispensando assim a ação do Estado para esse efeito. Assim, atuando de forma livre, os mercados seriam regidos como se por uma mão invisível que o regula automaticamente sempre chegando à situação ótima ou de máxima eficiência. Curiosamente a expressão aparece apenas uma vez na obra A Riqueza das Nações. Hoje, a teoria da mão invisível tem aplicações em muitos campos da economia.
Apesar disso, ele era por vezes tolerante à intervenção estatal nos bancos no combate à pobreza, e na promoção da equidade, se as regulações apoiassem o trabalhador. Também nessa obra, ele se mostra a favor das moedas nacionais, reguladas pelo Estado e que fossem emitidas em função da mais-valia e não em função da dívida. Ele também afirma que o principal problema das relações econômicas da época era a falta de probidade e de pontualidade, o que gerava uma crise de confiança e defendia uma regulação no mercado financeiro. Ele ainda foi crítico da guerra.

### Críticas e posições divergentes
Alfred Marshall criticou a definição de economia de Smith em vários pontos. Ele argumentou que o homem deve ser tão importante quanto o dinheiro, os serviços são tão importantes quanto os bens, e que deve haver uma ênfase no bem-estar humano, em vez de apenas na riqueza. A "mão invisível" só funciona bem quando tanto a produção como o consumo opera em mercados livres, com pequenos ("atomistas") produtores e consumidores, permitindo que a oferta e a procura flutuem e se equilibrem. Em condições de monopólio e oligopólio, a "mão invisível" falha. O economista ganhador do prêmio Nobel Joseph E. Stiglitz diz, sobre o tema de uma das mais conhecidas ideias de Smith: "a razão que a mão invisível muitas vezes parece invisível é que muitas vezes ela não está lá".
Muitos críticos veem incoerência entre o filósofo moral e o economista político, muito embora vários dos elementos de A Riqueza das Nações (1776) já estariam presentes em A Teoria dos Sentimentos Morais (1759). Alguns autores alegam que a obra de economia refutava as ideias morais, ou, ao menos, retirava da teoria econômica os aspectos morais da primeira obra.
Outra crítica sobre o conceito da mão invisível seria a de que ela traria muita liberdade ao indivíduo, o que seria uma forma de sancionar as ações daqueles que tinham vistas apenas ao interesse próprio, não sendo, assim, a propriedade à promoção do interesse de uma coletividade. Essa ideia, que é em geral citada a partir de A Riqueza das Nações, já estava presente n'A Teoria dos Sentimentos Morais, com a mesma forma e o mesmo sentido.
De opiniões divergentes, outros pensadores alegam que o conceito de Smith caminha, antes, na direção do encontro de múltiplos interesses individuais, o que seria a forma mais segura para promover o bem coletivo, materializado no incremento da riqueza da nação, entendida aqui como o povo que a compunha, como as pessoas que “vivem e trabalham na sociedade”. A riqueza desse povo é que seria aumentada a partir de uma política econômica que privilegiasse a liberdade. Smith era da opinião de que o aumento da riqueza individual (salários mais elevados) seria um fator de estímulo ao maior envolvimento com o trabalho, o que teria como consequência o aumento geral da riqueza de todos. A busca da melhoria de vida em uma economia mercantilista faria parte de uma visão que valoriza a liberdade acima de tudo em seus diversos aspectos: não apenas a liberdade econômica, mas também civil e religiosa. A liberdade seria, assim, o maior estímulo ao comércio.